# Kouladjé
Kouladjé est un village du Cameroun situé dans le département de la Bénoué et la région du Nord. Il fait partie de la commune de Bibémi. Le Plan Communal de Développement de Bibémi présente deux entités formant le village de Kouladjé : Kouladjé-Foulbe et Kouladjé-Kangou. Ce même document rapporte des activités artisanales de fabrication de poteries (canaris et foyers améliorés) à Kouladjé.
Coordonnées: longitude 13.77° est, latitude 9.58° nord
Altitude: 295 m

## Population
Selon le Plan Communal de Développement de Bibémi daté de Mai 2014, la localité (regroupant Kouladjé-Foulbe et Kouladjé-Kangou) comptait 1006 habitants. Le nombre d’habitants était de 405 d’après le recensement de 2005.